# Buriti-Palme
Die Buriti-Palme (Mauritia flexuosa) ist eine im nördlichen Südamerika vorkommende Palmenart, die von der lokalen Bevölkerung vielfach als Nahrungs- und Nutzpflanze verwendet wird. 

## Merkmale
Buriti-Palmen sind große, einzelstämmige diözische Palmen mit handförmig geteilten Blättern.
Der Stamm wird bis 25–35 m hoch bei einem Durchmesser von 30 bis 60 cm. Die jüngeren Stammteile sind graugrün bis hellbraun mit dunkleren, welligen Blattnarben in größeren Abständen. Ältere Stammteile werden hellgrau bis fast weiß und sind relativ glatt. Die Krone ist groß und halbkugelig, da die lebenden Blätter kaum unter die Horizontale absinken. Daneben gibt es meist noch einige hängend absterbende und abgestorbene Blätter. Die Blätter sind bis 4,5 m breit. Ihr stängelumfassender und an der Basis rinniger Blattstiel ist bis zu 4 m lang, hellgrün. Die Blätter mit bis 1 Meter langer „Costa“ haben einen halb- oder fächer- bis fast kreisförmigen Umriss und sind in 100–200 oder mehr eingefaltete Segmente geteilt. Diese sind 1–2 Meter lang, schmal und steif, wobei die Spitzen hängen. Die Segmente stehen in unterschiedlichen Winkeln ab und ergeben so ein fiederiges Aussehen des Blattes. 
Mauritia flexuosa ist zweihäusig diözisch. Die langen Blütenstände sind einzelne holzige Achsen mit röhigen Tragblättern, die zwischen den Blattbasen horizontal abstehen. Ihre Länge beträgt etwa 1,5–2 m oder mehr. An diesen Achsen hängen 30 bis 60 cm lange Seitenachsen herab und bilden eine Art Vorhang. An ihnen befinden sich die eingeschlechtigen, vielen kleinen und orangen Blüten. Jeweils an röhrig verwachsenen Deckblättern stehen die männlichen Blüten in kleinen Kätzchen zusammen und die kleineren weiblichen erscheinen nur bis zu zweit.
Die glatten Steinfrüchte in den hängend, dichten und langen Fruchtständen sind bis 5–7 cm lang, kugelig bis ellipsoid oder eiförmig, rötlich-braun und mit leicht überlappenden, kleinen rhomboiden Schuppen besetzt. Im Innern der ledrigen Schale, im relativ dünnen und gelben bis orangen, faserigen Fruchtfleisch sitzt der kugelige, weißfleischige, recht glatte, braune, harte Steinkern mit dünner Samenschale.

## Verbreitung und Standorte

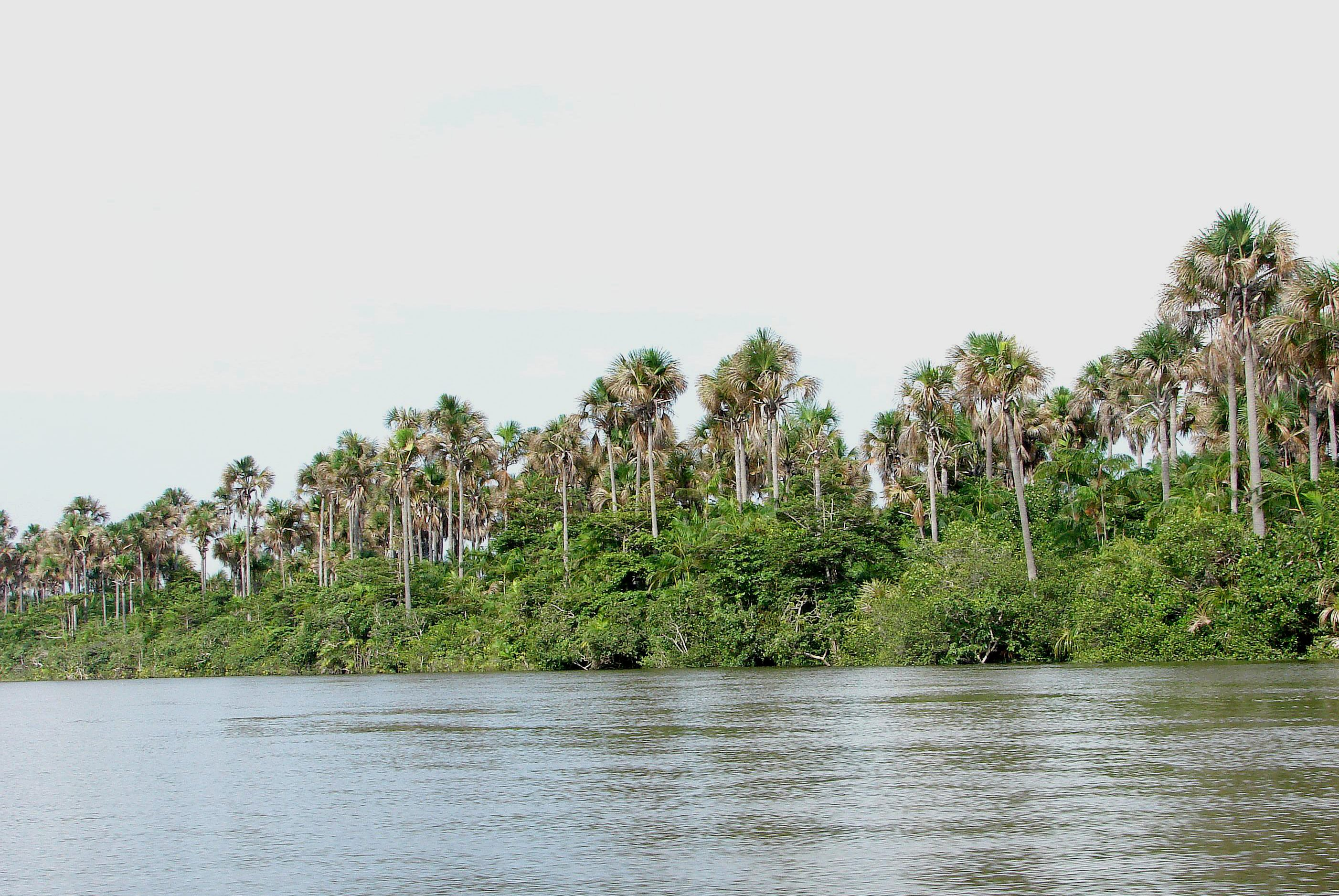
Von der Buriti-Palme dominierter Wald am Rio Preguiças, Maranhão, Brasilien

Die Buriti-Palme hat ein recht großes Verbreitungsgebiet im nördlichen Südamerika, östlich der Anden. Es umfasst ganz Amazonien mit Ausnahme der östlichsten Teile und reicht von Trinidad bis ins tropische Südamerika.
Sie wächst immer an offenen Stellen, normalerweise entlang der Flüsse und Ströme, auch in Sümpfen. Sie kommt bis in 900 m Seehöhe vor. In den Sümpfen des Flachlandes bildet sie ausgedehnte Bestände, in denen keine anderen Baumarten aufkommen.

## Nutzung

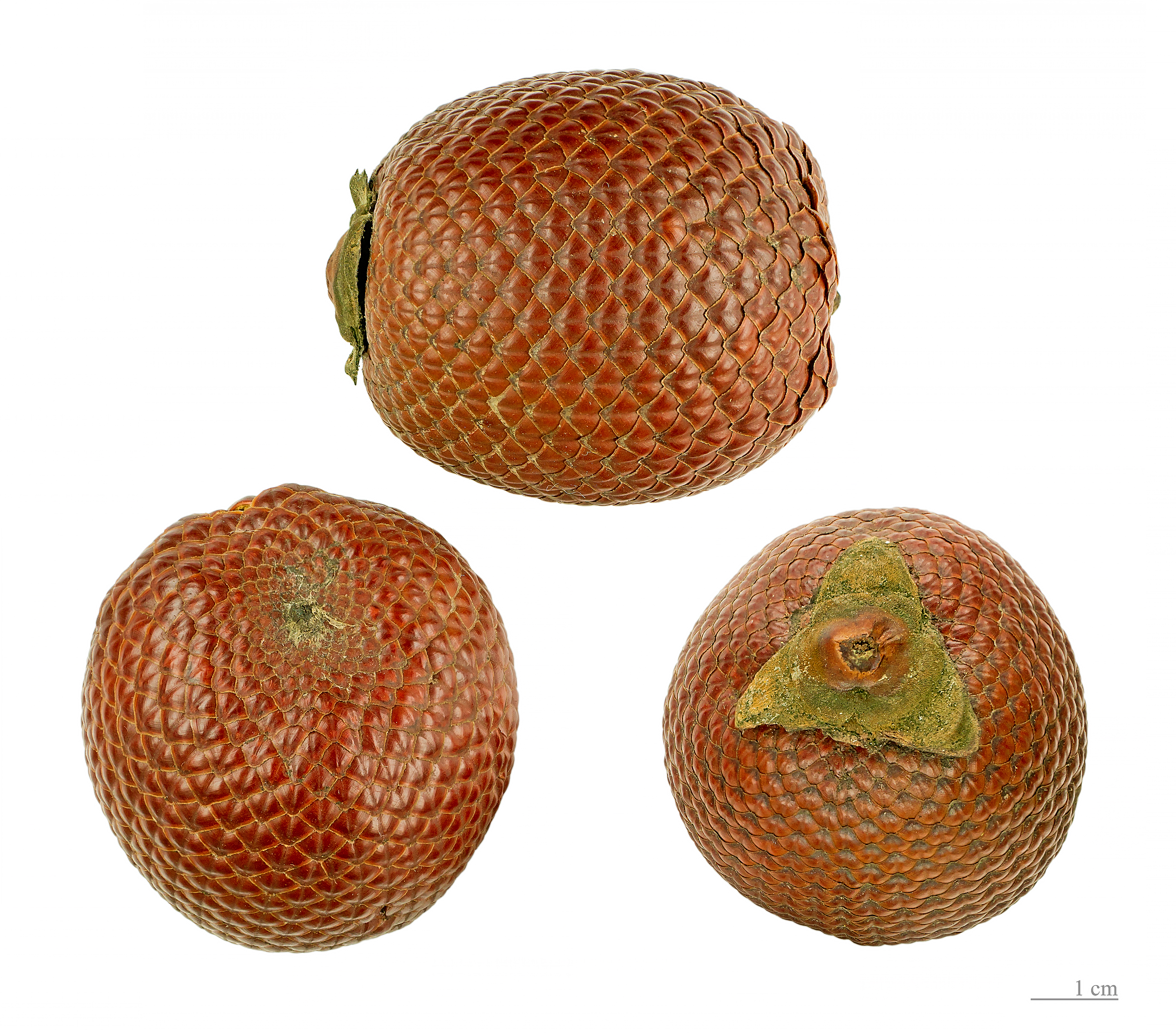
Frucht der Buriti-Palme

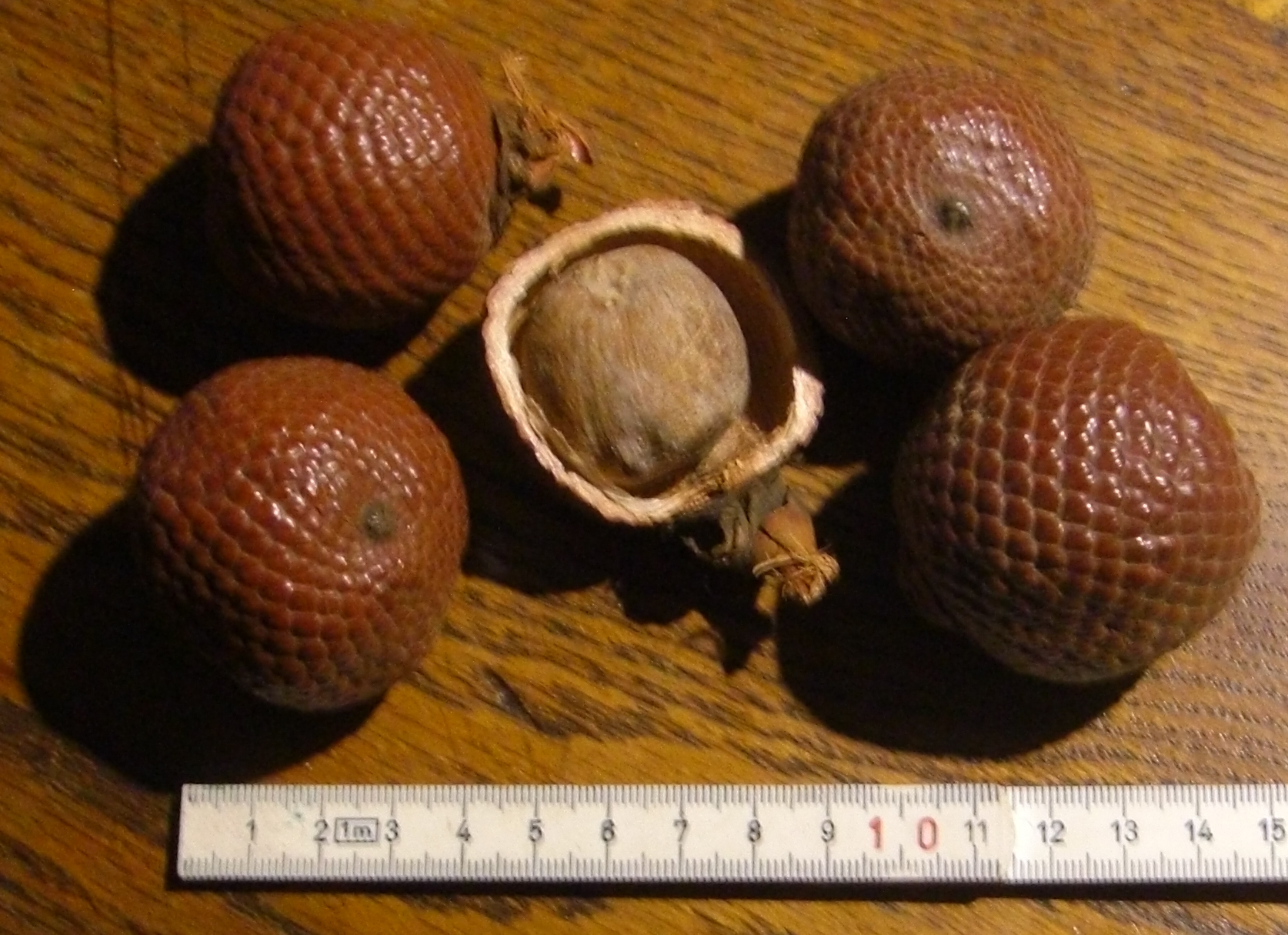
Mauritia flexuosa, essbare Frucht der Palme

Die Buriti-Palme wird von der lokalen Bevölkerung vielfach genutzt. Die Früchte werden roh gegessen, zu Mehl verarbeitet oder zu alkoholischen Getränken vergoren. Das Öl, das aus den Früchten gepresst wird, hat in Brasilien einige wirtschaftliche Bedeutung. Die Fasern der jungen Blätter werden zu Seilen, Hängematten und anderem verarbeitet. Aus dem Mark der Blattstiele werden Matten und Papier hergestellt. Aus dem Stamm gefällter Bäume werden Wein und Sago-Stärke gewonnen. 